# قائمة العطل الرسمية في السعودية
المملكة العربية السعودية ليس لديها الكثير من العطلات الرسمية، مقارنة مع الدول العربية الأخرى، لكنها تعطي عطلات طويلة الأمد من 10 إلى 12 يوم. حيث يتم حساب أيام العطل الرسمية كأيام عمل فقط، بالإضافة إلى يومي الجمعة والسبت عطلة نهاية الأسبوع، وفي هذه الحالة يمكن أن تحصل على عطلة طويلة تصل إلى أكثر من أسبوعين.
وتعطل الدوائر والمؤسسات الحكومية في المملكة العربية السعودية أثناء الأعياد والعطلات الرسمية على النحو التالي:
- عطلة نهاية الأسبوع: يومي الجمعة والسبت.

| التاريخ     | المناسبة     | عدد الأيام للقطاع الحكومي | عدد الأيام للقطاع الخاص | توضيح |
| ----------- | ------------ | ------------------------- | ----------------------- | --- |
| 1 شوال      | عيد الفطر    | 12                        | 7-3                     | يصادف عيد الفطر الأول من شهر شوال وفق التاريخ الهجري بعد انتهاء شهر رمضان المبارك، وتكون العطلة فيه للقطاعات الرسمية 10 أيام أما القطاعات الخاصة (اعتماداً على رغبة صاحب العمل) فتتراوح بين 3 إلى 7 أيام.                           |
| 10 ذو الحجة | عيد الأضحى   | 12-10                     | 7-3                     | يصادف عيد الأضحى العاشر من شهر ذي الحجة وفق التاريخ الهجري، وتكون العطلة فيه 10 أيام للقطاعات الرسمية، وتتراوح بين 3 إلى 7 أيام للقطاعات الخاصة (اعتماداً على رغبة صاحب العمل). وتبدأ من الخامس من شهر ذو الحجة إلى الخامس عشر منه. |
| 23 سبتمبر   | اليوم الوطني | 1                         | 1                       | يوافق يوم 23 سبتمبر من كل عام. |
| 22 فبراير   | يوم التأسيس  | 1                         | 1                       | ذكرى تأسيس الدولة السعودية. |

ملحوظة: بالنسبة لإجازة عيد الفطر وعيد الأضحى للقطاع العام إذا كان هناك دوام يوم واحد واقع بين عطلة نهاية الأسبوع وعطلة العيد فان هذا اليوم يضاف إلى إجازة العيد. حيث أنه تم تعديل المادة «السابعة» من «لائحة الإجازات» لتكون بالنص التالي:
- (إذا وافق يوم عمل واحد بين عطلتين رسميتين يكون هذا اليوم عطلة رسمية).

## وصلات خارجية
- لائحة الإجازات الصادرة بقرار مجلس الخدمة المدنية
- خادم الحرمين الشريفين يوافق على تعديل ست مواد من لائحة الإجازات